# Gli occhi indiscreti di uno sconosciuto
Gli occhi indiscreti di uno sconosciuto (Bedroom Eyes) é un film canadese del 1984 diretto da William Fruet. Il film ha avuto un seguito dal titolo Gli occhi indiscreti di uno sconosciuto 2.

## Trama
Harry Ross, uomo d'affari, mentre fa jogging, vede una bellissima donna di nome Jobeth che si spoglia alla finestra della sua camera da letto e torna ogni sera per osservarla, fino a quando non è stato commesso un delitto nello stesso appartamento e diventa il principale sospettato del delitto anche a causa di circostanze derivanti al suo voyeurismo.